# 쩡즈웨이
쩡즈웨이(증지위, 중국어 간체자: 曾志伟, 정체자: 曾志偉, 병음: Zéng Zhìwěi, 1953년 4월 14일 ~ )는 홍콩의 영화배우, 영화감독, 영화연출가, 버라이어티 방송 MC, 불교인이며 음반을 발표한 바 있는 가수이기도 한 이이다. 키가 159cm로 단신이다.

## 이력
하카계 출신으로, 홍콩에서 출생하여 지난날 한때 중화인민공화국 광둥성 메이저우 시 우화 현을 거쳐 중화인민공화국 광둥성 장먼 시 신후이 구에서 잠시 유아기를 보낸 적이 있는 그는 1972년 홍콩에서 영화배우 첫 데뷔하였다.

## 영화 출연작
- 복성고조 1985년
- 복성고조2 1985년
- 오복성2 1991년
- 경천 12시
- 무간도
- 무간도 II: 혼돈의 시대 - 한침 역
- 무간도3
- 쓰리
- 첨밀밀
- BB 프로젝트
- 8인: 최후의 결사단 - 경찰서장 역
- 스킵트레이스: 합동수사
- 뱀파이어 클린업 디파트먼트 - 경찰 역
- 협도연맹: 도둑들의 전쟁
- 황금형제
- 도둑들: 비트코인 전쟁